# 氯化铒
氯化铒是一种无机化合物，化学式为ErCl3。它是紫色固体，可用于制备金属铒。

## 性质

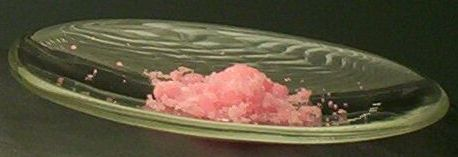
日光灯（fluorescent lamp）下的水合氯化铒

氯化铒可以和氢氧化钠反应，生成氢氧化铒：
ErCl3 + 3 NaOH → Er(OH)3↓ + 3 NaCl